# Фортуна, Войцех
Войцех Фортуна (пол. Wojciech Fortuna; род. 6 августа 1952 года, Закопане) — польский прыгун с трамплина. Первый спортсмен в истории Польши, выигравший золото на зимних Олимпийских играх. Единственный поляк в XX веке, ставший чемпионом зимних Олимпийских игр во всех видах спорта.
Чемпион Олимпиады в Саппоро (1972), чемпион Польши (1972). Заслуженный мастер спорта Польши.